# Diana Abla
Diana Monteiro Abla, född 29 juli 1995, är en brasiliansk vattenpolospelare.
Abla tävlade för Brasilien vid olympiska sommarspelen 2016 i Rio de Janeiro, där hon var med i Brasiliens lag som slutade på åttonde plats i damernas turnering.